# Pantelimon (Constanța megye)
Pantelimon község Constanța megyében, Dobrudzsában, Romániában. A hozzá tartozó települések: Călugăreni, Nistorești, Pantelimon de Jos és Runcu.

## Fekvése
A település az ország délkeleti részén található, Konstancától ötvennégy kilométerre északnyugatra, a legközelebbi várostól, Hârşovától negyvenegy kilométerre, délkeletre.

## Története
Régi török neve Çatalköy. A 20. század első felében használt román neve Pantelimonul de Sus.

## Lakossága
A nemzetiségi megoszlás a következő:
| 2002     | 2002 | 2002   |
| -------- | ---- | ------ |
| Románok  | 1886 | 99,57% |
| Törökök  | 8    | 0,42%  |
| Összesen | 1894 | 100,0% |